# S.T. Wattle
Le S.T. Wattle (Steam Tug Wattle) est un remorqueur à vapeur qui a servi pour la Royal Australian Navy de 1933 à 1969 et qui a fini sa carrière en 2003 en tant que navire de croisières touristiques. Il se trouve désormais près de Melbourne, dans la baie de Port Phillip comme navire musée après restauration.

## Historique
Le remorqueur, sous le nom de Codoc0, a été construit au chantier naval de l'Île Cockatoo à Sydney pendant la Grande Dépression dans le but de garder les apprentis des chantiers navals. Le remorqueur a été construit avec une coque en acier rivetée, mais le soudage a été utilisé sur les cloisons étanches et les soutes de carburant pour la première fois dans un chantier naval australien. Le navire était le premier remorqueur australien à être construit avec un moteur à vapeur alimenté par une chaudière au mazout.

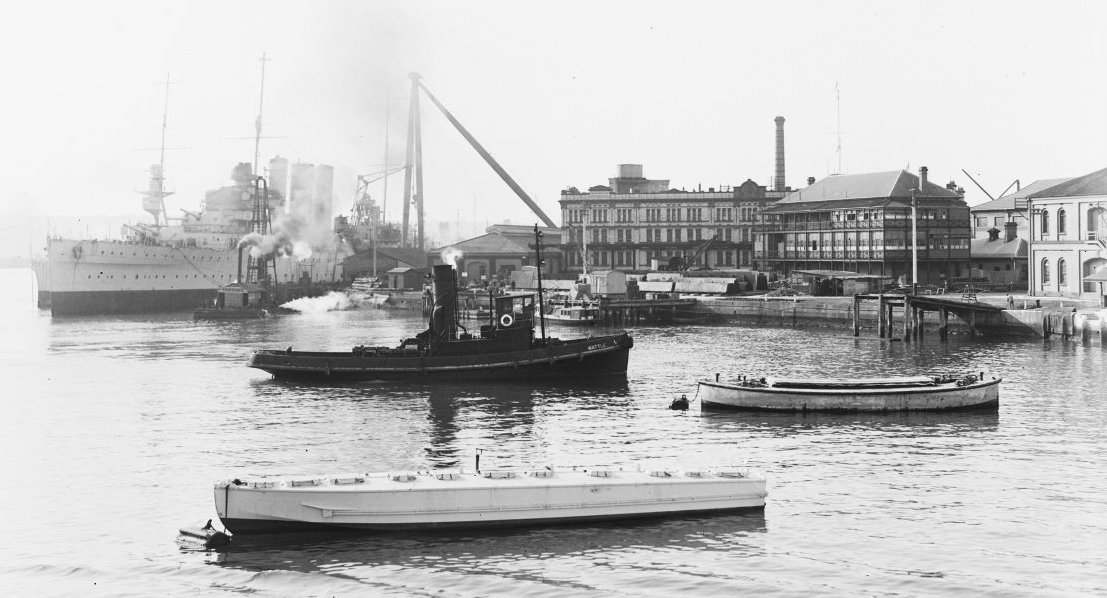
Wattle (centre) au large de la base navale de Garden Island en 1939

Une fois achevé en 1933, le remorqueur a été offert à la Royal Australian Navy (RAN). Nommé Wattle et exploité par un équipage civil, le navire était principalement utilisé pour le remorquage et la manœuvre de navires de guerre, et était également utilisé comme tour de cible.
Le RAN l'a mis hors service pour l'élimination en 1969, et il a été acheté par une société basée à Sydney, qui a exploité le navire lors de croisières touristiques autour et à l'extérieur du port de Sydney. Il a été maintenu opérationnel jusqu'en 1977, puis a été vendu à une société basée à Melbourne, qui l'a remorqué Wattle à Port Phillip en 1979. Le remorqueur a continué à être utilisé pour les croisières touristiques autour de la baie jusqu'en 2003, quand il a dû être retiré du service.

## Préservation
Wattle a d'abord été amarré à Victoria Dock (Melbourne) pendant que des fonds soient collectés pour rénover le navire, puis a été transféré au port de Victoria lors du réaménagement des Docks. En 2007, l'organisation Sorrento Steam et le Bay Steamers Maritime Museum ont rejoint le projet : le premier a utilisé la restauration de Wattle comme un tremplin vers leurs propres projets de restauration des tramways à vapeur à Sorrento. En 2009, le remorqueur a été retiré de l'eau et placé sur des blocs dans un chantier naval temporaire dans le quartier des Docks. L'intention est de ramener le navire aux normes de contrôle et de reprendre les opérations passagers.
Wattle avait été répertorié par le National Trust comme étant d'importance historique nationale le 16 juin 1993. Selon le National Trust, il est le seul petit remorqueur à vapeur de port en Australie et l'un des vingt-deux seulement dans le monde. C'est aussi l'un des huit seuls navires à vapeur de toute sorte construits en Australie. En plus, le navire sert d'exemple important de la construction navale de l'époque de la Dépression et de la transition de la technologie qui se produit actuellement.

### Dans la culture populaire
Le navire a été utilisé dans la Prisoner (TV series) (en), très populaire et de longue date des années 1970 et 1980.